# Toronto FC 2015
In questa pagina, sono raccolte le informazioni sulle competizioni ufficiali disputate dal Toronto FC nella stagione 2015.

## Rosa
| N. |                        | Ruolo | Calciatore         |
| -- | ---------------------- | ----- | ------------------ |
| 1  | Stati Uniti (bandiera) | P     | Chris Konopka      |
| 2  | Stati Uniti (bandiera) | D     | Justin Morrow      |
| 3  | Stati Uniti (bandiera) | D     | Warren Creavalle   |
| 4  | Stati Uniti (bandiera) | C     | Michael Bradley    |
| 5  | Canada (bandiera)      | D     | Ashtone Morgan     |
| 6  | Stati Uniti (bandiera) | D     | Nick Hagglund      |
| 8  | Francia (bandiera)     | C     | Benoît Cheyrou     |
| 10 | Italia (bandiera)      | A     | Sebastian Giovinco |
| 11 | Brasile (bandiera)     | C     | Jackson            |
| 12 | Stati Uniti (bandiera) | P     | Joe Bendik         |
| 13 | Scozia (bandiera)      | D     | Steven Caldwell    |
| 14 | Canada (bandiera)      | C     | Jay Chapman        |
| 15 | Stati Uniti (bandiera) | D     | Eriq Zavaleta      |
| 17 | Stati Uniti (bandiera) | A     | Jozy Altidore      |

| N. |                          | Ruolo | Calciatore      |
| -- | ------------------------ | ----- | --------------- |
| 18 | Stati Uniti (bandiera)   | C     | Marco Delgado   |
| 19 | Stati Uniti (bandiera)   | C     | Daniel Lovitz   |
| 20 | Canada (bandiera)        | C     | Chris Mannella  |
| 21 | Canada (bandiera)        | C     | Jonathan Osorio |
| 22 | Canada (bandiera)        | A     | Jordan Hamilton |
| 25 | Stati Uniti (bandiera)   | P     | Alex Bono       |
| 26 | Stati Uniti (bandiera)   | C     | Collen Warner   |
| 27 | Inghilterra (bandiera)   | A     | Luke Moore      |
| 28 | Stati Uniti (bandiera)   | D     | Mark Bloom      |
| 34 | Canada (bandiera)        | C     | Manny Aparicio  |
| 38 | Francia (bandiera)       | D     | Clément Simonin |
| 40 | Canada (bandiera)        | P     | Quillan Roberts |
| 55 | Stati Uniti (bandiera)   | A     | Robbie Findley  |
|    | Liechtenstein (bandiera) | C     | Nicolas Hasler  |

## Risultati

### Major League Soccer
| Arbitro: | Stott |

|            |           |                                      |
| Rivero 19’ | Marcatori | 32’, 90’ (rig.) Altidore 59’ Findley |

| Arbitro: | Gantar |

|                      |           |  |
| Meram 57’ Kamara 61’ | Marcatori |  |

| Arbitro: | Grajeda |

|                          |           |             |
| Mulholland 38’ Allen 89’ | Marcatori | 88’ Jackson |

| Arbitro: | Guzman |

|                                       |           |                          |
| Jones 14’ Maloney 56’ Larentowicz 68’ | Marcatori | 20’ Giovinco 54’ Cheyrou |

| Arbitro: | Elfath |

|                            |           |                   |
| Castillo 1’, 10’ Pérez 27’ | Marcatori | 83’, 89’ Giovinco |

| Arbitro: | Rivero |

|  |           |                   |
|  | Marcatori | 50’, 83’ Altidore |

| Arbitro: | Villareal |

|  |           |              |
|  | Marcatori | 34’ Giovinco |

| Arbitro: | Chris Penso |

|              |           |                             |
| Altidore 77’ | Marcatori | 44’ Boniek Garcia 53’ Bruin |

| Arbitro: | Sorin Stoica |

|             |           |             |
| Agudelo 32’ | Marcatori | 53’ Bradley |

| Arbitro: | Jorge Gonzalez |

|             |           |  |
| Giovinco 5’ | Marcatori |  |